# Archikolegiata w Tumie
Archikolegiata NMP i św. Aleksego w Tumie (archikolegiata łęczycka) – kościół wzniesiony w XII wieku, znajdujący się w pobliżu dawnej lokalizacji wczesnośredniowiecznego grodu. Należy do najlepszych przykładów architektury romańskiej w Polsce i ma status pomnika historii.

## Opactwo

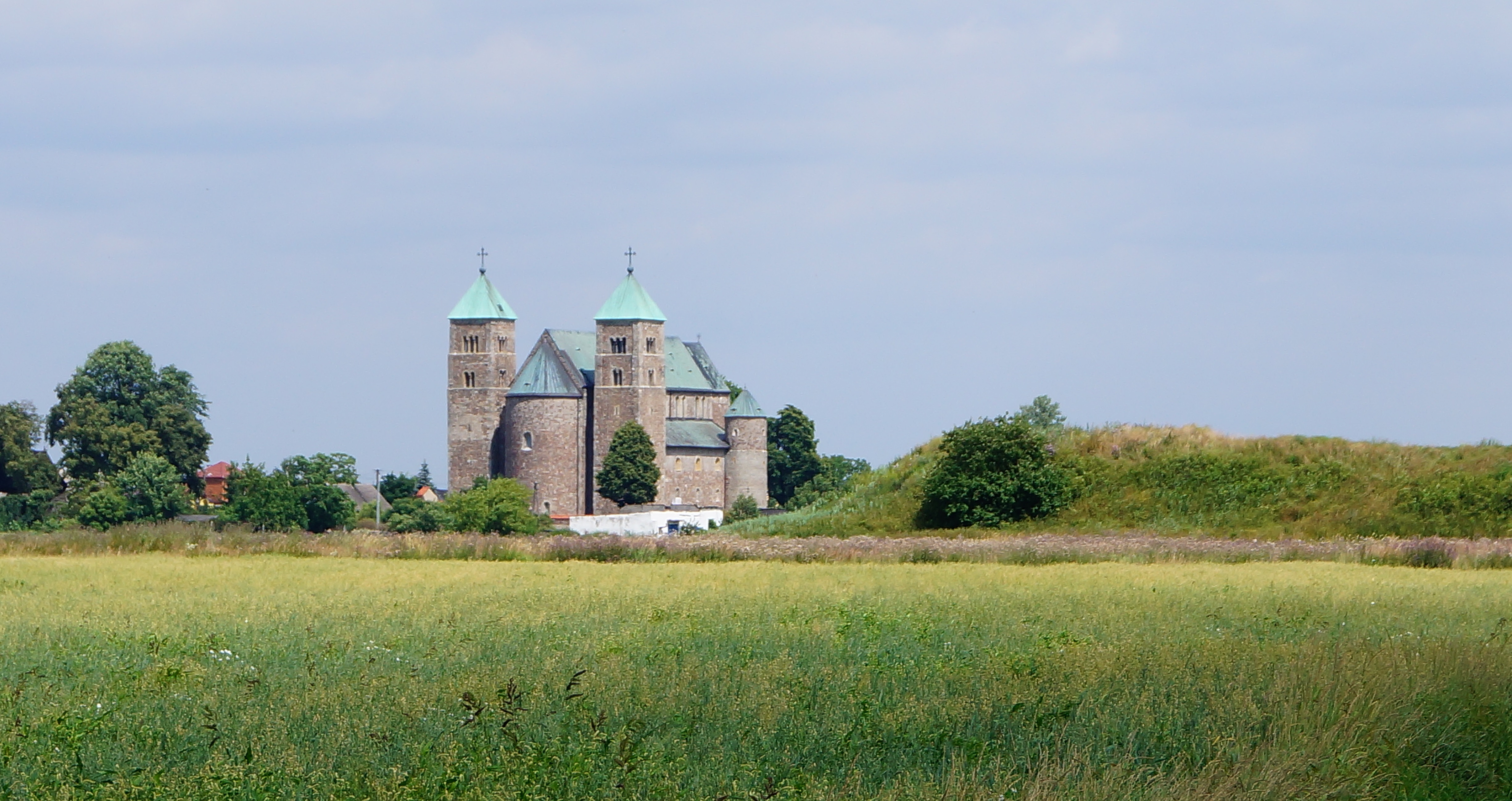
Kolegiata w Tumie. Po prawej widoczny wał grodziska

Według starszych badań z fundacji Bolesława Chrobrego i z udziałem świętego Wojciecha powstało tu pierwsze w Polsce (założone prawdopodobnie w 997) opactwo benedyktynów pod wezwaniem Najświętszej Marii Panny i św. Aleksego. W świetle nowszych studiów założenie to najwcześniej wiązać można z II poł. XI w. i być może z szerszą akcją misyjną związaną z odnową monarchii piastowskiej za czasów Kazimierza Odnowiciela. Zgromadzenie zakonne przypuszczalnie zostało przeniesione, a budowla została rozebrana w związku z realizacją nowego kościoła w latach 40 XII w.

## Budowa romańskiej kolegiaty
Nie jest znana dokładna data rozpoczęcia budowy świątyni w stylu romańskim. Być może nastąpiło to w roku 1149 z inicjatywy metropolity gnieźnieńskiego Janika. Żywe w średniowieczu na ziemi łęczyckiej legendy i podania dotyczące diabła Boruty związane są także z budową kolegiaty; jedno z nich mówi, że widoczne na krawędziach ścian wieży wgłębienia to ślady pazurów Boruty, który nie chciał pozwolić na postawienie kościoła i próbował przewrócić jego wieże. Konsekracja kościoła, być może jeszcze w pełni nieukończonego, odbyła się 21 maja 1161; wzięli w niej udział m.in. następca zmarłego około 1148 arcybiskupa Jakuba, arcybiskup Janik, a także wszyscy polscy biskupi i książęta. Kościół jako patronów otrzymał – tak jak znajdujące się tu wcześniej benedyktyńskie opactwo – Najświętszą Marię Pannę i św. Aleksego.
Od tego czasu w kolegiacie tumskiej odbyło się 21 synodów prowincjonalnych, nazywanych synodami łęczyckimi. Pierwszy z nich zwołano w 1181, ostatni odbył się w 1547.
Romańska budowla, zbudowana z granitu, piaskowca i kamienia polnego, prócz oczywistej funkcji religijnej, mogła służyć za schronienie dla okolicznej ludności (funkcja refugialna). Wskazuje na to między innymi częściowa inkastelacja świątyni. W 1241 oparła się najazdowi Tatarów, ale w Zielone Świątki 1293 (albo 1294) Litwini pod wodzą Witenesa zdołali ją zdobyć; część ludności, która się schroniła w kościele powiedli ze sobą w niewolę, a pozostałych zabili lub wraz z kolegiatą spalili (w tym czasie spłonął też gród łęczycki), czego ślady widoczne są do dziś na południowy zachód od kolegiaty).
Kilkanaście lat później, w 1306 Łęczycę najechali Krzyżacy, którzy wrócili tu raz jeszcze w 1331. Przez kilka dziesięcioleci kolegiata pozostawała zrujnowana.
Podczas późniejszych prac nad jej odbudową zacierano częściowo jej dotychczasowy romański charakter. 

## Przebudowa gotycka
W XIV wieku pod arkadą empory w zachodniej absydzie postawiono ścianę tworząc za nią kapitularz. Zmieniono pierwotne filary i arkady poziomu empor oraz międzynawowe, gdzie wschodnie otwory zamurowano - przez co wydłużono prezbiterium. Wygrodzone przęsło południowej nawy zaadaptowano na zakrystię. Zapewne w tym czasie przemurowano cegłą ścianę okienną nawy głównej oraz inne fragmenty uszkodzonych murów, a także sklepienia naw bocznych, zmienione na krzyżowo-żebrowe. Między innymi po pożarze w 1473, przy okazji zakończonej w 1487 kolejnej odbudowy, pojawiły się zachowane do dziś, gotyckie ostrołukowe arkady i filary międzynawowe z cegły oraz sklepienie krzyżowo-żebrowe w nawach bocznych. 
W 1569 wybudowano przed wejściem głównym renesansową kruchtę – przedsionek osłaniający romański portal, w tym też czasie powstały we wnętrzu tynki z freskami.
W 1705 Łęczycę najechali Szwedzi, niszcząc przy tym także kolegiatę.

## Przebudowa klasycystyczna
W latach 1765–1785 z inicjatywy prymasa Łubieńskiego i na koszt biskupa Kajetana Sołtyka kościół został przebudowany w stylu klasycystycznym. Prace wykonano pod kierunkiem architekta Efraima Szregera przebudowując wieże, główną nawę, zachodnią fasadę, szczyty, a także okna i wnętrze. Obniżono o 2 metry zewnętrzne mury naw bocznych w partii empor, aby je odciążyć. Zamurowano arkady empor oraz obmurowano filary międzynawowe. Wieże otrzymały klasycystyczne hełmy. W czasie przebudowy kolegiaty powstał stojący obok niej niewielki drewniany kościół św. Mikołaja.
W 1818 lub 1819 car rosyjski Aleksander I Romanow zarządził kasatę łęczyckiej kapituły i kolegiata straciła swoją rangę. Od tego momentu aż do 1915 pozostawała kościołem parafialnym.

## II wojna światowa

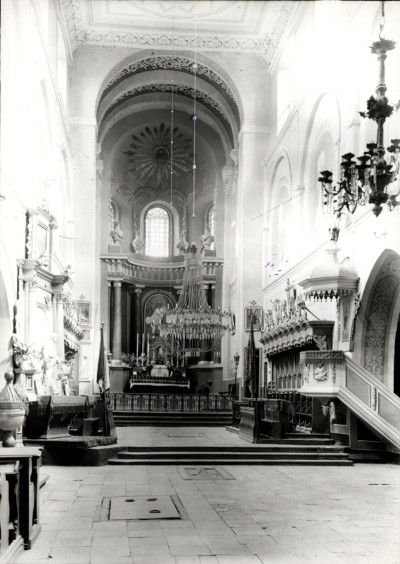
Ołtarz i prezbiterium (fotografia sprzed II wojny światowej)

Podczas bitwy nad Bzurą we wrześniu 1939 w północnej wieży archikolegiaty ukrył się niemiecki obserwator kierujący ogniem artylerii niemieckiej. Artyleria polska ostrzelała kościół skutecznie likwidując ten punkt obserwacyjny, ale wieża uległa zniszczeniu, a w kościele wybuchł pożar. Po przejściowym zajęciu okolic Łęczycy przez Wojsko Polskie, archikolegiata została zbombardowana przez Luftwaffe bądź Wojsko Polskie, co spowodowało dalsze zniszczenia murów i stropów oraz kolejny pożar. Z kolegiaty pozostały już tylko mury bez dachu. Resztki wyposażenia przysypały gruz i odłamki z dachówek dachu, które wpadły do wnętrza.

## Odbudowa
W roku 1947 rozpoczęto odbudowę kościoła, którą na polecenie Jana Zachwatowicza kierował Jan Witkiewicz Koszczyc, chociaż był plan by budowlę, ze względu na znaczne zniszczenia, uznać za nienadającą się do odbudowy i rozebrać. 20 lipca tego roku ordynariusz łódzki odprawił we wstępnie oczyszczonych z gruzu murach świątyni pierwszą po wojnie mszę. Postanowiono ją odbudować jako znaczący przykład architektury romańskiej. Przez następne kilkanaście lat trwały prace budowlane. 
Istotą koncepcji odbudowy było przywrócenie w maksymalnej możliwości kościołowi pierwotnego stylu, czyli stylu romańskiego, chociaż w nawach bocznych zachowano elementy gotyku. Strop nad nawą główną wykonany jest z betonu. Rozwiązanie to stabilizuje ściany zapobiegając ewentualnemu zawaleniu się sędziwych murów. Nową więźbę dachową wykonano z żelbetowych więzarów, które pokryte miały zostać dachówką rzymską, ale ze względu na spękanie obciążonych już murów, zdecydowano o pokryciu dachy gontem a potem blachą miedzianą (w tym przypadku jest to całkowicie ahistoryczne pokrycie). W 1952 przystąpiono do prac wewnątrz kościoła usuwając barokowe tynki i dekoracje, wraz z ołtarzem głównym i epitafiami, zawieszonymi na filarach międzynawowych. Dzięki temu podczas prac w zachodniej absydzie na konsze sklepienia pod emporą, odnaleziono dobrze zachowaną XII-wieczną romańską polichromię z Chrystusem Pantokratorem. W czasie remontu kościoła odkryto w 1954 r. fundamenty znajdującej się pod nim budowli opactwa benedyktynów.
W 800-lecie pierwszej konsekracji kościoła, które przypadło w 1961, poświęcono trzy jego ołtarze i przywrócono go do funkcjonowania. Na remont wnętrz nie wystarczyło jednak już pieniędzy i kościół pozostawał przez następne lata nie w pełni wykończony.

## Czasy współczesne
25 marca 1992 bullą Totus Tuus Poloniae populus parafia w Tumie włączona została do diecezji łowickiej, kościół podniesiono do rangi archikolegiaty, a w 1993 erygowana została ponownie kapituła łęczycka. W tym czasie także rozpoczął się kolejny etap odbudowy kościoła, który niedawno się skończył.
W 1999 sprowadzono z Gniezna do Tumu relikwię św. Wojciecha. Na pamiątkę tego wydarzenia ufundowano ołtarz w nawie głównej (projekt A. Koss, rok 2000), a w ogrodzie otaczającym sąsiadujący z kolegiatą kościółek św. Mikołaja zasadzono poświęcony świętemu Wojciechowi dąb. 
W latach 1995–2008 przeprowadzone zostały ponownie kompleksowe prace konserwatorskie (dr Zenon Duda AGH Kraków – odwodnienie-konstrukcja, prof. Andrzej Koss ASP-Warszawa – konserwacja bryły archikolegiaty i wystroju rzeźbiarskiego, prof. Maria Roznerska i córka Ewa – konserwacja malowideł ściennych).
22 maja 2011 roku obchodzono uroczystości związane z 850-leciem konsekracji archikolegiaty. Po uroczystej mszy świętej celebrowanej przez kardynała Józefa Glempa dokonano uroczystego odsłonięcia kamienia pamiątkowego związanego z tą rocznicą. Odsłonięcia kamienia dokonali Prezydent Rzeczypospolitej Polskiej Bronisław Komorowski oraz Nuncjusz Apostolski w Polsce arcybiskup Celestino Migliore.
W kolegiacie znajduje się brązowy odlew krucyfiksu wykonanego w 1943 przez Józefa Gosławskiego (projekt krzyża procesyjnego – A.Koss).

## Odniesienia w kulturze
Zbigniew Nienacki swój opis fikcyjnej, książkowej „kolegiaty w Opornej” oparł na archikolegiacie w Tumie. Pisze o tym w posłowiu powieści Pan Samochodzik i święty relikwiarz (pierwotny tytuł Uroczysko). W książce występuje również Czartoryja.
Pierwszym przewodnikiem po archikolegiacie jest publikacja z 1930 r. autorstwa miejscowego proboszcza księdza Emila Gielca, pt. Archikolegjata Łęczycka w narodowo-królewskiej wsi Tumie. Poza opisem kolegiaty tumskiej autor przekazał garść informacji o pobliskim wczesnośredniowiecznym grodzie.

## Galeria zdjęć

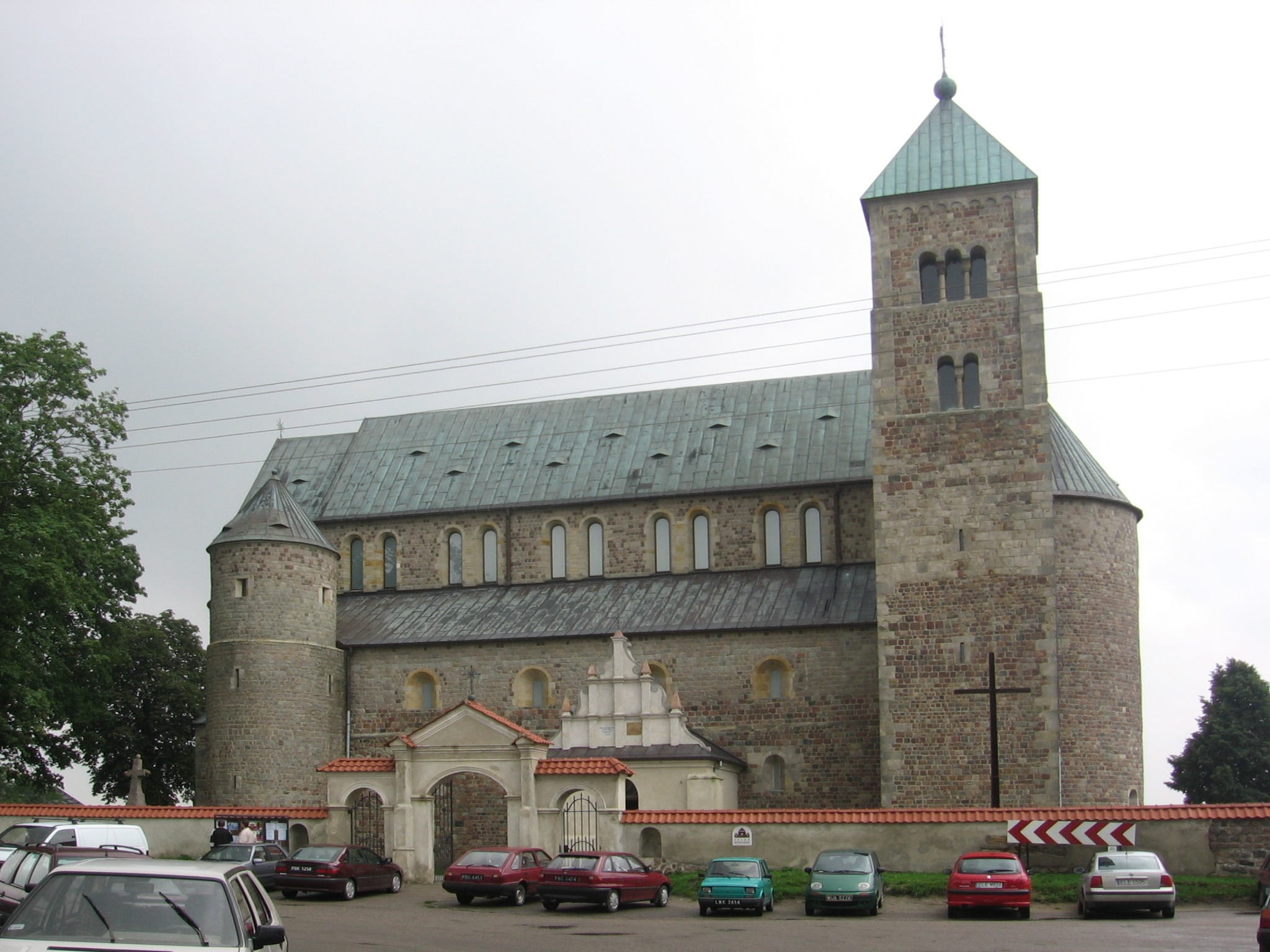
Widok od północy
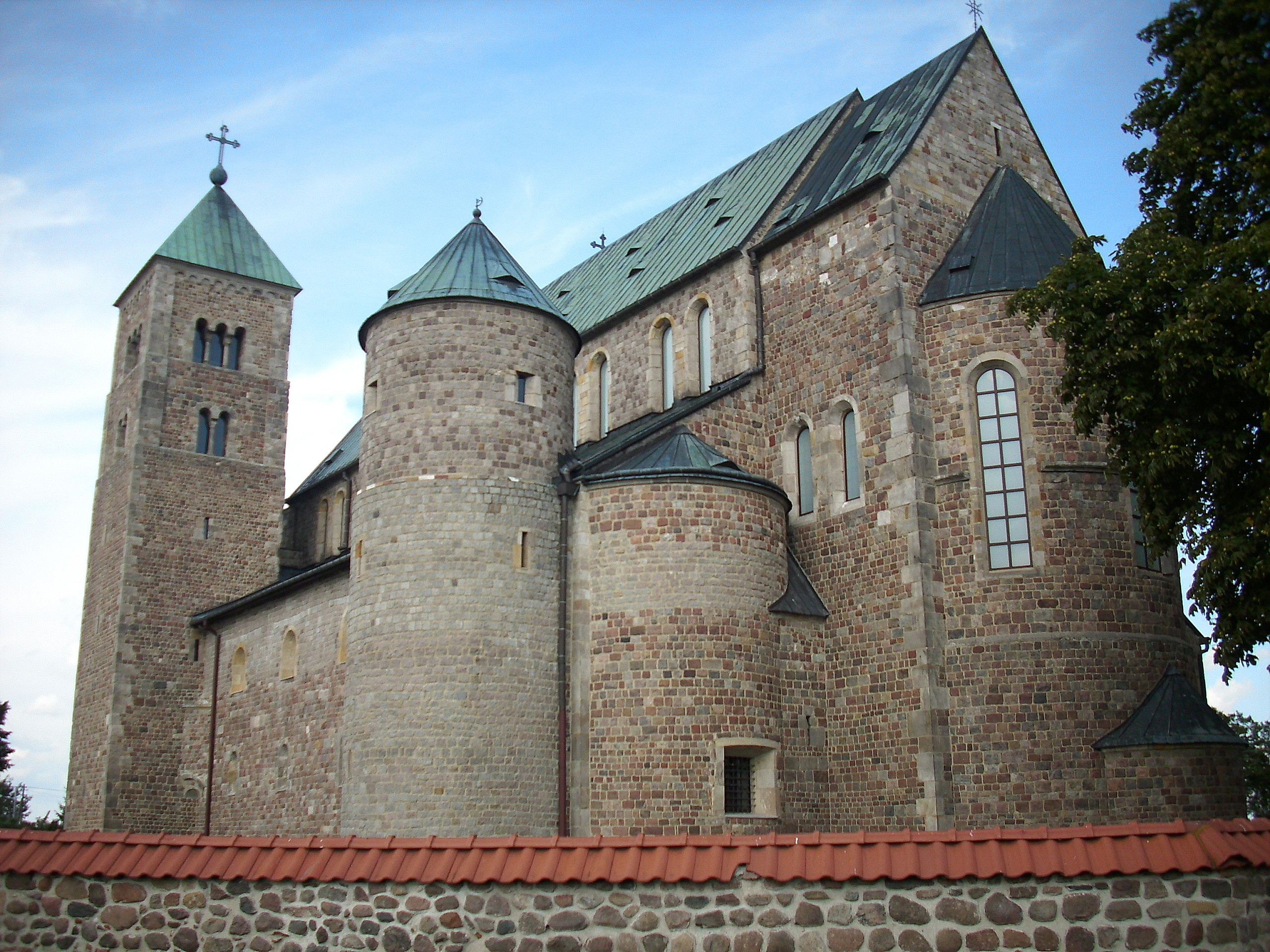
Elewacja południowo-wschodnia
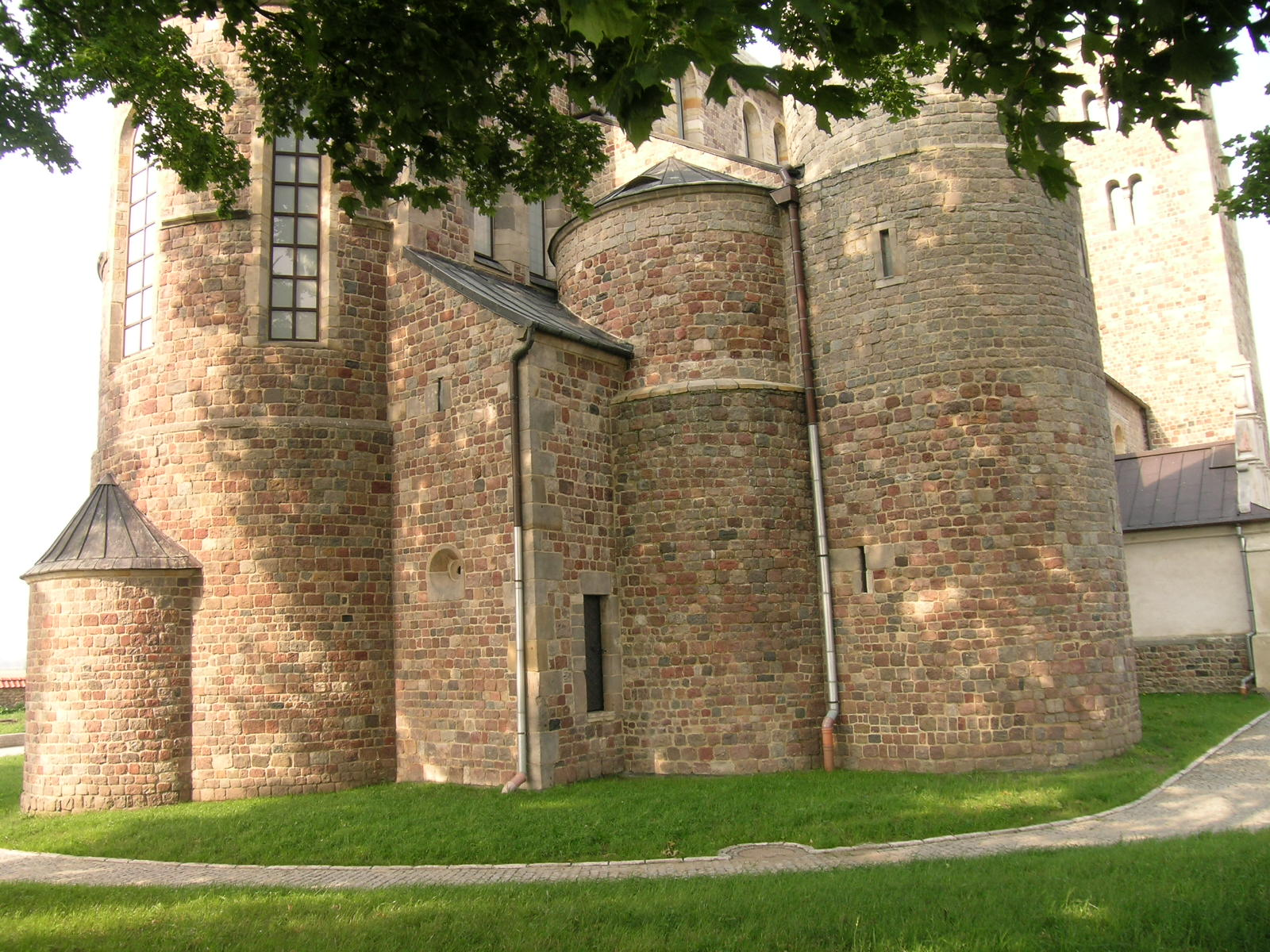
Elewacja wschodnia
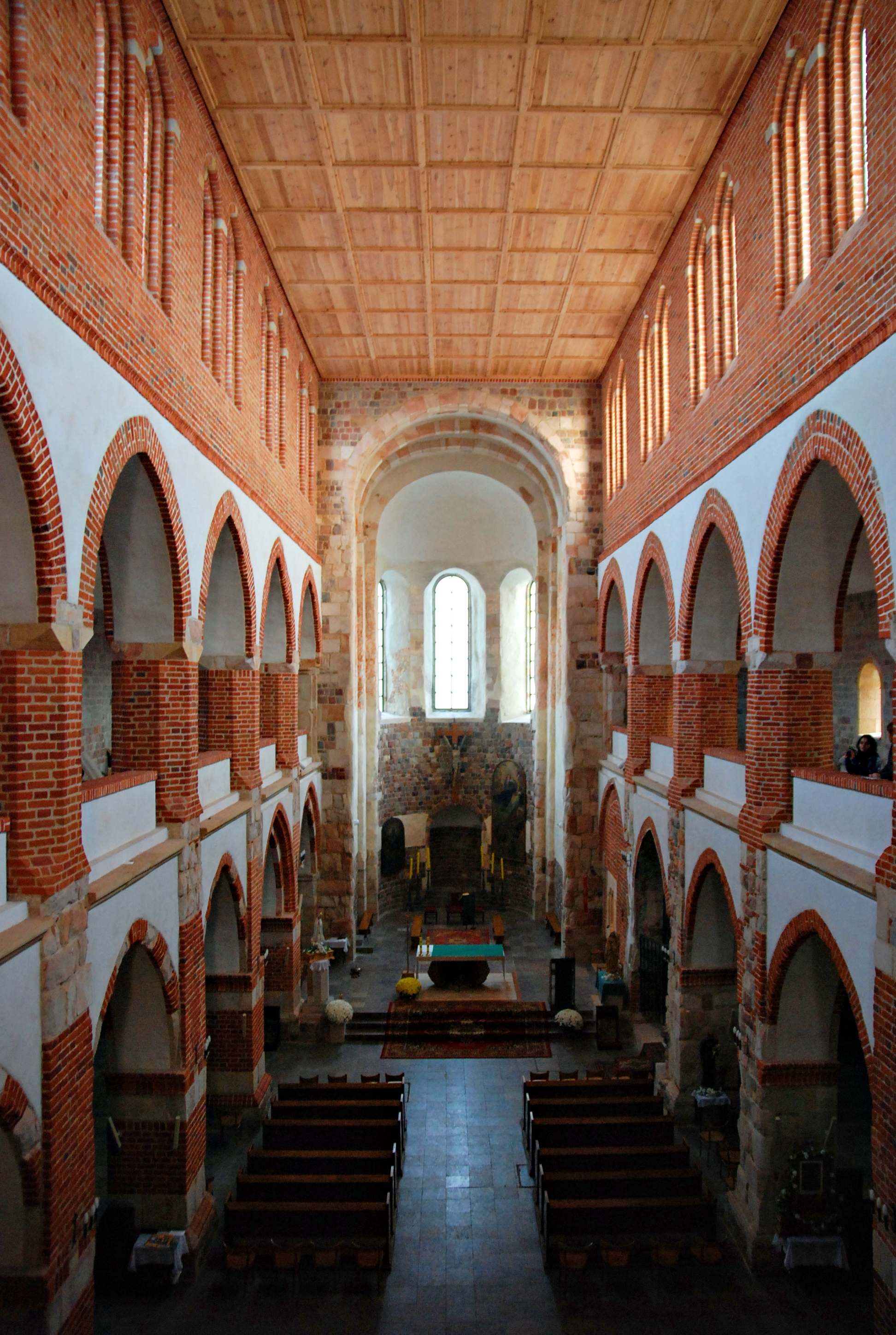
Wnętrze kościoła z prezbiterium (widok z chóru muzycznego)
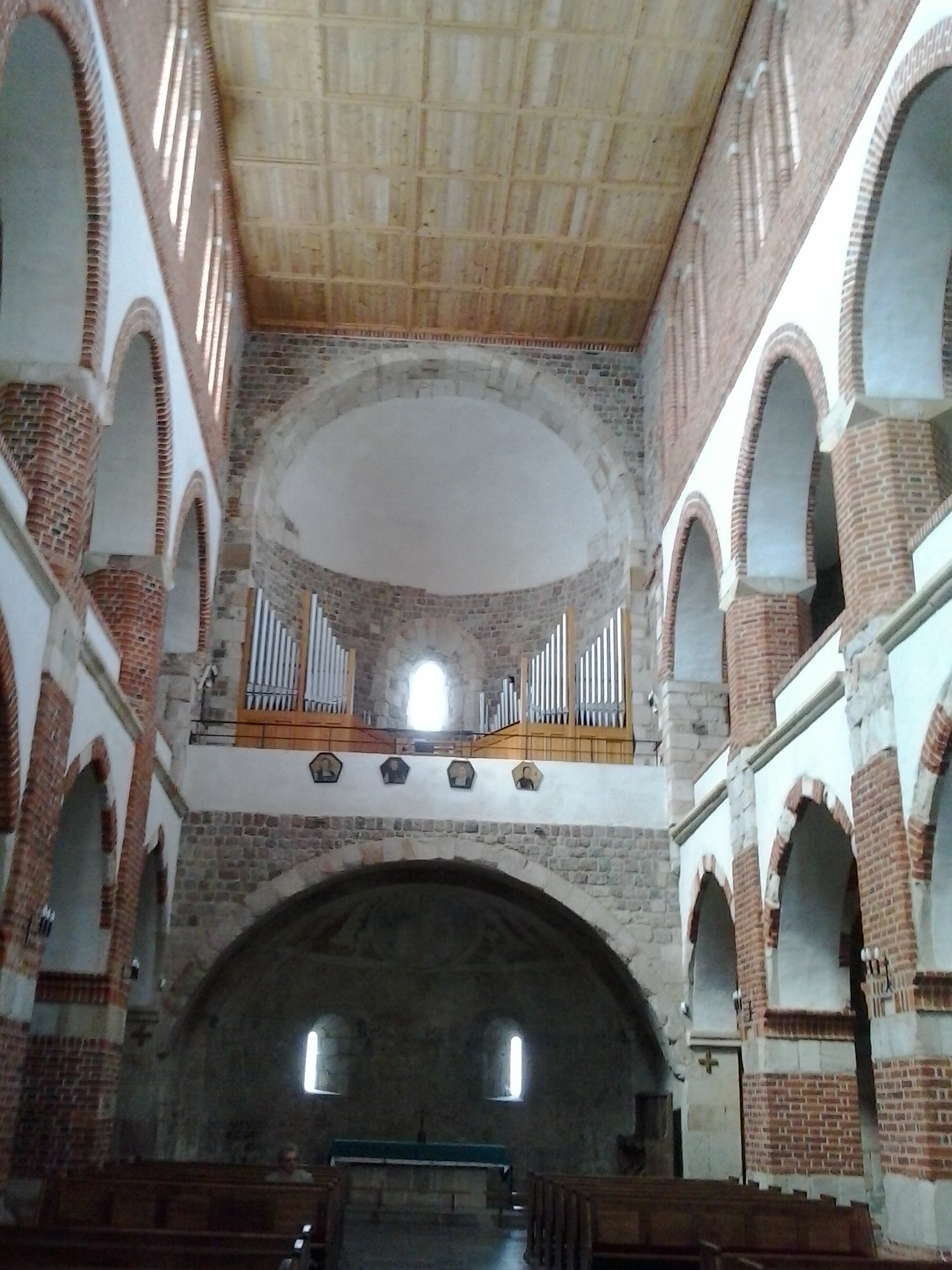
Wnętrze kościoła z absydami zachodnimi (widok z prezbiterium)
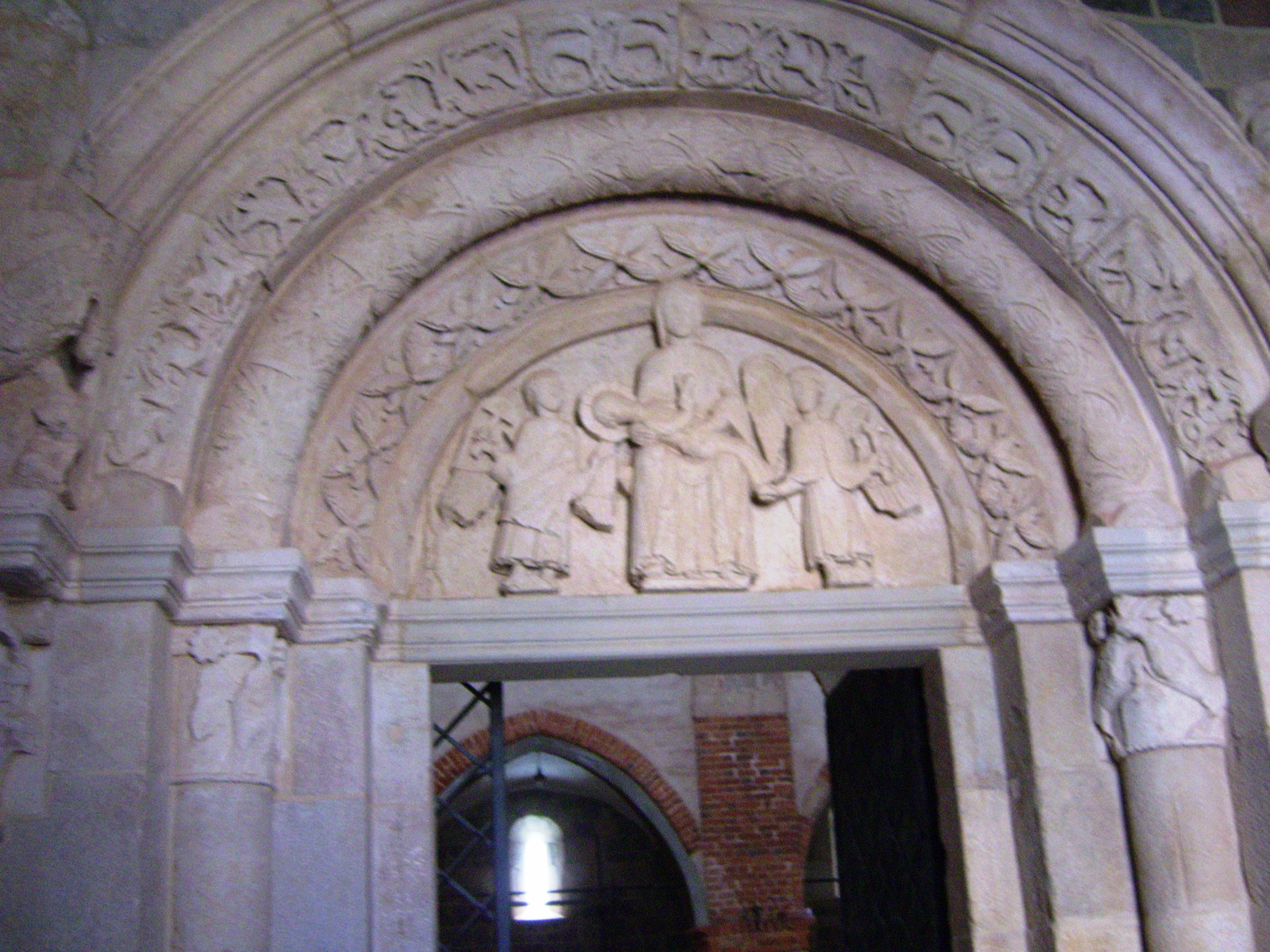
Romański tympanon portalu północnego
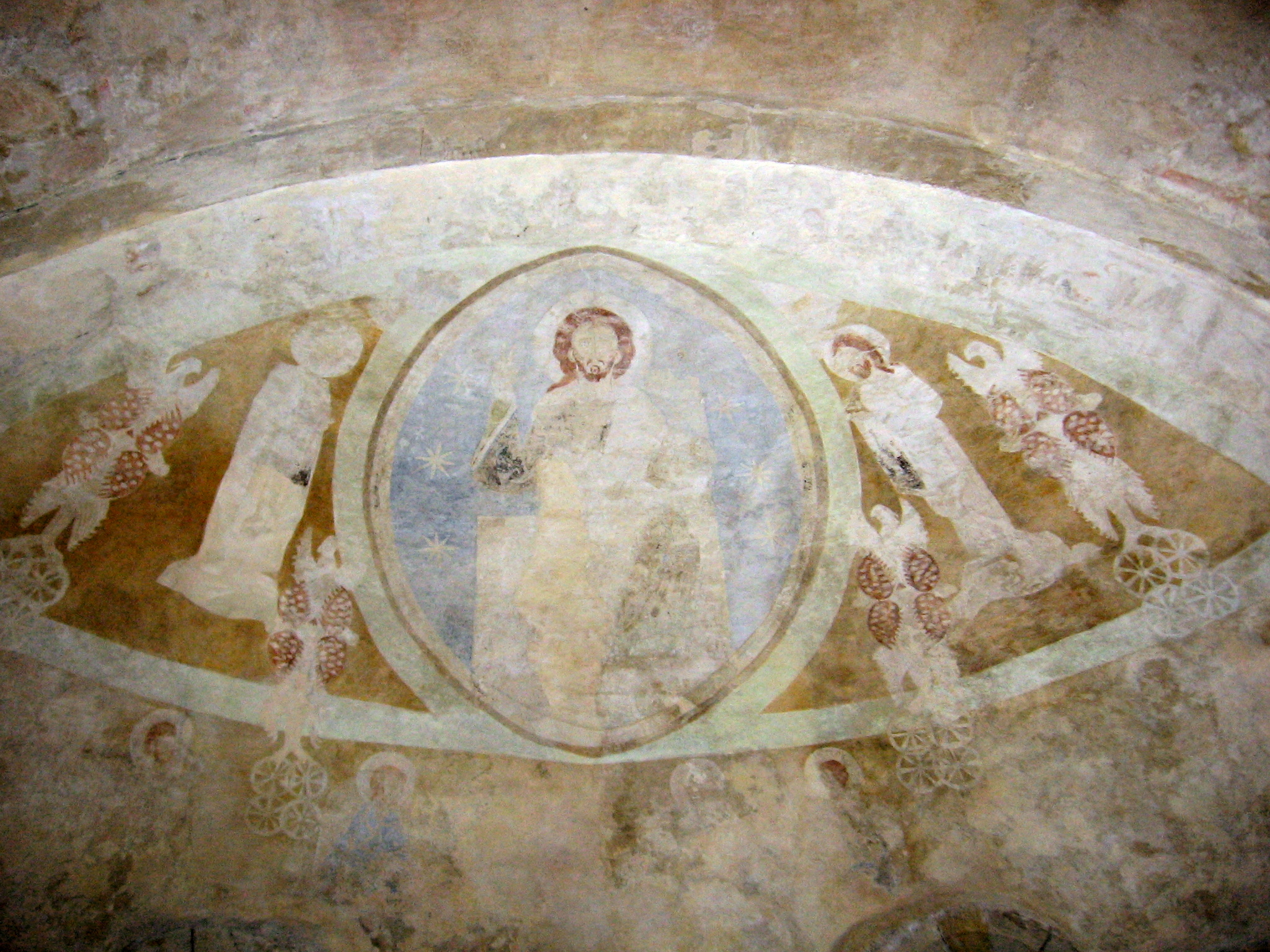
XII-wieczna polichromia w apsydzie zachodniej
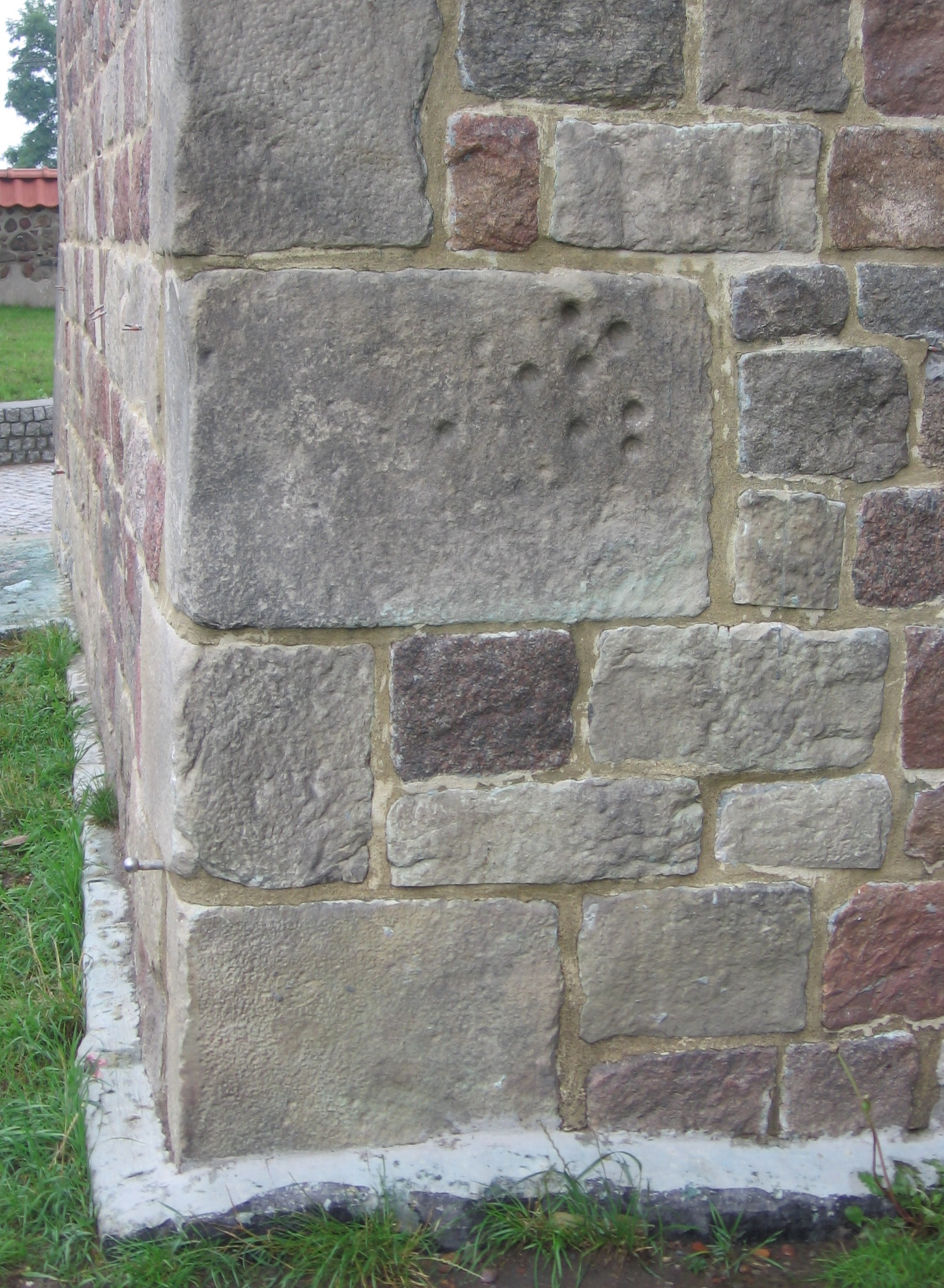
„Ślady Boruty” na ścianie wieży
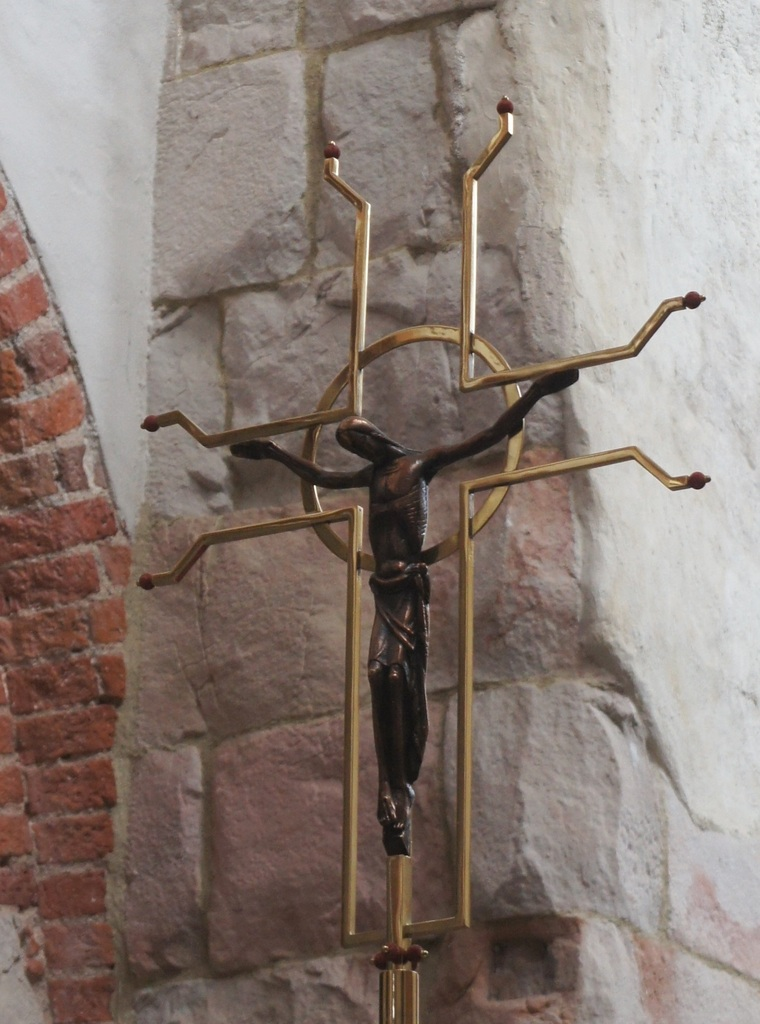
Krucyfiks (proj. J. Gosławski, 1943)